# Andrius Pojavis
Andrius Pojavis est un artiste lituanien né à Jurbarkas le 25 novembre 1983.

## Biographie
Andrius a commencé tôt à chanter. Son premier groupe à l'école se nommait No Hero. Après avoir déménagé à la capitale lituanienne, Vilnius, Andrius Pojavis chante avec d'autres bandes. L'un de ces groupes, Hétéro, a remporté le festival EuroRock en 2006. Andrius fit alors carrière de compositeur en Irlande, où il vécut pendant un an. Astuoni, qui comporte 8 titres, est son premier album. Actuellement, le chanteur mène sa vie entre l'Italie et la Lituanie. Son premier single se classa dans le Top 20 lituanien. Andrius Pojavis écrit maintenant des titres pour son second album.

## Concours Eurovision
Le 20 décembre 2012, Andrius Pojavis est sélectionné pour représenter la Lituanie au Concours Eurovision de la chanson 2013 à Malmö, en Suède. Il interprètera la chanson Something.